# كاتدرائية بلنسية

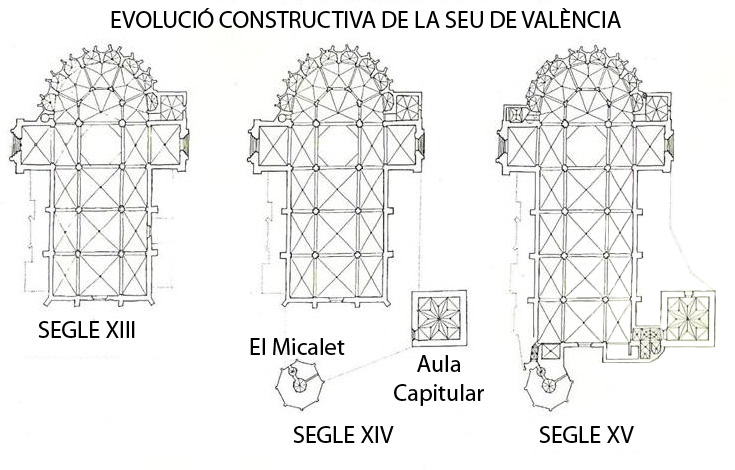
تطور بناء الكاتدرائية في الفترة القوطية، الإسلامية، وما بعد سقوط الأندلس.

كاتدرائية العذراء سيدة فالنسيا أو كاتدرائية سانتا ماريا دي فلنسيا (بالإسبانية: Basílica Metropolitana de la Asunción de Nuestra Señora de Valencia) هي كنيسة رومانية كاثوليكية تقع في بلنسية، إسبانيا. تم تشييدها على شكلها الحالي عام 1238 من قبل أول أسقف لفالنسيا بعد سقوط الأندلس. تم بناؤها على موقع سابق لكاتدرائية قوطية، والتي قام المسلمون بتحويلها إلى مسجد وبناء مأذنته العملاقة في فترة سيطرتهم على المدينة بين 714 - 1238. يظهر في طراز هذه الكنيسة العمارة القوطية في نسختها الكاتالونية أو المتوسطية، وهو النمط السائد في هذه الكاتدرائية، على الرغم من أنها تحتوي أيضا على العناصر الرومانية والقوطية الفرنسية، عصر النهضة، الباروك والعناصر الكلاسيكية الجديدة.
تحوي الكاتدرائية على العديد من اللوحات الفنية التي تعود إلى القرن الخامس عشر، المرسومة من قبل بعض الفنانين المحليين (مثل Jacomart)، والبعض الآخر لفنانين من روما تم رسمها بتكليف من بابا فلنسية ألكسندر السادس.

## وصلات خارجية
- الموقع الرسمي لكاتدرائية فالنسيا
- كاتدرائية العذراء سيدة فالنسيا
- حقائق سياحية عن الكاتدرائية